# ألين دوس سانتوس
ألين دوس سانتوس هي منافسة ألعاب القوى برازيلية، ولدت في 5 مايو 1985.

## وصلات خارجية
- ألين دوس سانتوس على موقع الاتحاد الدولي لألعاب القوى (الإنجليزية)
- ألين دوس سانتوس على موقع أوليمبيديا (الإنجليزية)